# 2020 (альбом Bon Jovi)
| Оценки критиков  | Оценки критиков |
| Источник         | Оценка          |
| ---------------- | --------------- |
| AllMusic         | [ 2 ]           |
| The Courier-Mail | [ 3 ]           |
| laut.de          | [ 4 ]           |

2020 — пятнадцатый студийный альбом американской рок-группы Bon Jovi, выпущенный 2 октября 2020 года на лейбле Island Records. Выход диска изначально был запланирован на 15 мая, но был отложен на начало октября из-за пандемии коронавируса.

## История создания
Период изоляции и карантина вдохновил Джона Бон Джови на написание песни «Do What You Can», а протесты против расизма и полицейского насилия в США после убийства афроамериканца Джорджа Флойда нашли отражение в сингле «American Reckoning». Обе песни включили в новую версию альбома, поэтому задержка на почти полгода всё-таки принесла пользу.
Перед этими событиями группа успела представить два сингла: «Unbroken» (ещё в 2019 году) и «Limitless» (в феврале 2020 года).

## Название и обложка
Джон Бон Джови объявил название альбома Bon Jovi: 2020 во время Runaway to Paradise Mediterranean Cruise. Джон сказал, что дал альбому такое название, потому что теперь у него есть чёткое видение после альбома This House Is Not for Sale (2016), который касался личных проблем. Вторая причина, по которой он выбрал это название альбома, это то, что 2020 год — это год выборов в США.
На обложке изображен Джон Бон Джови в черно-белом цвете с наклоненной вперед головой и сжатым ртом, как будто он собирается что-то сказать. В отражении солнечных очков задумчивого Джона Бон Джови — американский флаг. Название Bon Jovi 2020 находится в правом верхнем углу. В нулях 2020 года есть звезды. Это первая обложка альбома Bon Jovi, на которой изображен только Джон Бон Джови без участников группы со времен дебютного альбома Bon Jovi (1984), за исключением абстрактных обложек альбомов. Вдохновением для обложки альбома послужила фотография президента Джона Ф. Кеннеди, сделанная Майклом Оксом в августе 1962 года.

## Отзывы
Альбом получил умеренные отзывы музыкальной критики и интернет-изданий: AllMusic, The Courier-Mail, laut.de.

## Список песен
| №                   | Название                       | Автор(ы)                                | Длительность |
| ------------------- | ------------------------------ | --------------------------------------- | ------------ |
| 1.                  | «Limitless»                    | Jon Bon Jovi, Billy Falcon, John Shanks | 3:42         |
| 2.                  | «Do What You Can»              | Bon Jovi                                | 4:20         |
| 3.                  | «American Reckoning»           | Bon Jovi                                | 4:42         |
| 4.                  | «Beautiful Drug»               | Bon Jovi, Falcon, Shanks                | 3:48         |
| 5.                  | «Story of Love»                | Bon Jovi                                | 5:50         |
| 6.                  | «Let It Rain»                  | Bon Jovi                                | 4:39         |
| 7.                  | «Lower the Flag»               | Bon Jovi                                | 4:55         |
| 8.                  | «Blood in the Water»           | Bon Jovi                                | 5:58         |
| 9.                  | «Brothers in Arms»             | Bon Jovi                                | 4:13         |
| 10.                 | «Unbroken» (5:15 на CD-версии) | Bon Jovi                                | 6:08         |
| Общая длительность: | Общая длительность:            | Общая длительность:                     | 48:08        |

| №                   | Название                                         | Автор(ы)                 | Длительность |
| ------------------- | ------------------------------------------------ | ------------------------ | ------------ |
| 11.                 | «Do What You Can» (при участии Дженнифер Неттлз) | Bon Jovi                 | 4:12         |
| 12.                 | «Shine»                                          | Bon Jovi, Falcon, Shanks | 5:25         |
| 13.                 | «Luv Can»                                        | Bon Jovi, Falcon         | 5:57         |
| Общая длительность: | Общая длительность:                              | Общая длительность:      | 1:03:42      |

| №                   | Название            | Автор(ы)                 | Длительность |
| ------------------- | ------------------- | ------------------------ | ------------ |
| 11.                 | «Shine»             | Bon Jovi, Falcon, Shanks | 5:25         |
| 12.                 | «Luv Can»           | Bon Jovi, Falcon         | 5:57         |
| Общая длительность: | Общая длительность: | Общая длительность:      | 59:30        |

| №                   | Название                  | Автор(ы)                 | Длительность |
| ------------------- | ------------------------- | ------------------------ | ------------ |
| 1.                  | «Limitless» (видео)       | Bon Jovi, Shanks, Falcon | 3:42         |
| 2.                  | «Unbroken» (видео)        | Bon Jovi                 | 5:20         |
| 3.                  | «Do What You Can» (видео) | Bon Jovi                 | 4:59         |
| Общая длительность: | Общая длительность:       | Общая длительность:      | 14:01        |

## Чарты
| Чарт (2020)                         | Высшая позиция |
| ----------------------------------- | -------------- |
| Австралия (ARIA)                    | 3              |
| Австрия (Ö3 Austria)                | 2              |
| Бельгия/Фландрия (Ultratop)         | 6              |
| Бельгия/Валлония (Ultratop)         | 17             |
| Канада (Canadian Albums Chart)      | 19             |
| Чехия (ČNS IFPI)                    | 31             |
| Нидерланды (Album Top 100)          | 20             |
| Финляндия (Suomen virallinen lista) | 24             |
| Франция (SNEP)                      | 63             |
| Германия (Offizielle Top 100)       | 3              |
| Венгрия (MAHASZ)                    | 12             |
| Ирландия (Irish Albums Chart)       | 16             |
| Италия (Classifica album)           | 11             |
| Япония (Oricon)                     | 8              |
| Япония (Billboard Japan)            | 9              |
| Польша (ZPAV)                       | 19             |
| Португалия (AFP)                    | 6              |
| Шотландия (Scottish Albums Chart)   | 6              |
| Испания (PROMUSICAE)                | 2              |
| Швеция (Sverigetopplistan)          | 28             |
| Швейцария (Schweizer Hitparade)     | 3              |
| Великобритания (UK Albums Chart)    | 5              |
| США (Billboard 200)                 | 19             |
| США (Billboard Top Rock Albums)     | 3              |